# Pristoceuthophilus gaigei
Pristoceuthophilus gaigei är en insektsart som beskrevs av Theodore Huntington Hubbell 1925. Pristoceuthophilus gaigei ingår i släktet Pristoceuthophilus och familjen grottvårtbitare. Inga underarter finns listade i Catalogue of Life.